# Amir Ali
Amir Ali (né Ali Ajraoui) est un violoniste, chanteur et compositeur américain né le 9 septembre 1965à Meknès. Il a été le leader du groupe de fusion Marocain Mo’Rockin, à Walt Disney World Resort, et a vécu aux États-Unis pendant 23 ans avant de faire son retour au Maroc en 2009. C’est un artiste qui est devenu célèbre au Maroc dans une courte période grâce à des tubes qu'il a écrits et composés lui-même.
Il participé à l’album de "Shalim" avec Emilio Estefan, Mo’Rockin Albums (one world, sand’s of time). En 2008, il collabore avec le célèbre bassiste Victor Wooten (5 fois Grammy Award) ainsi qu'avec Steve Bailey. Il a également été en tournée avec Al Di Meola, Khaled, Don Was et beaucoup d’autres célèbres musiciens.